# Emma Nicolay de Caprile

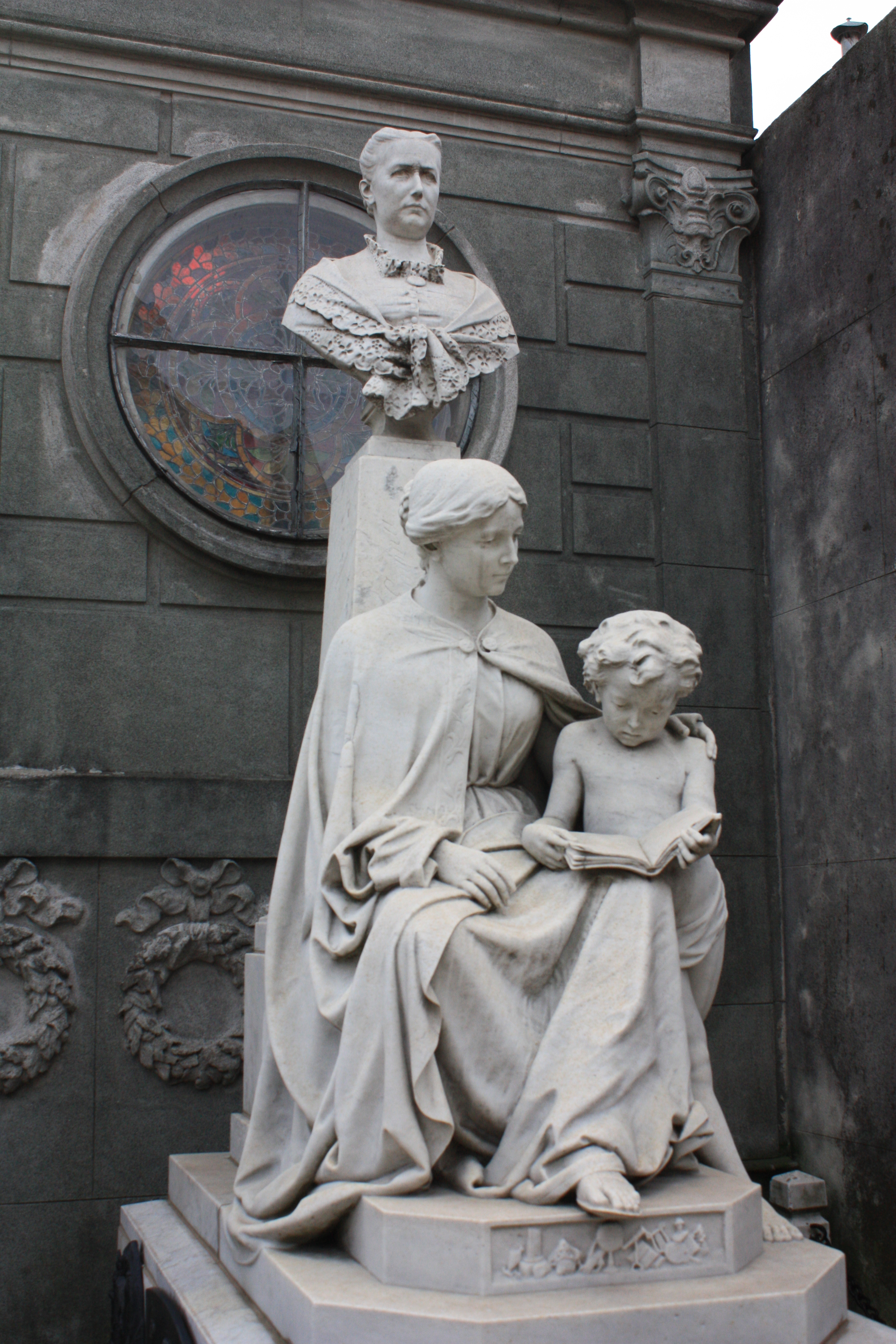
Sepulcro de Emma Nicolay de Caprile en el cementerio de Recoleta. La escultura de mármol, cuyo autor fue Lucio Correa Morales, fue donada por sus alumnas. En ella puede observarse a Emma Nicolay de Caprile enseñándole a leer a su sobrino.

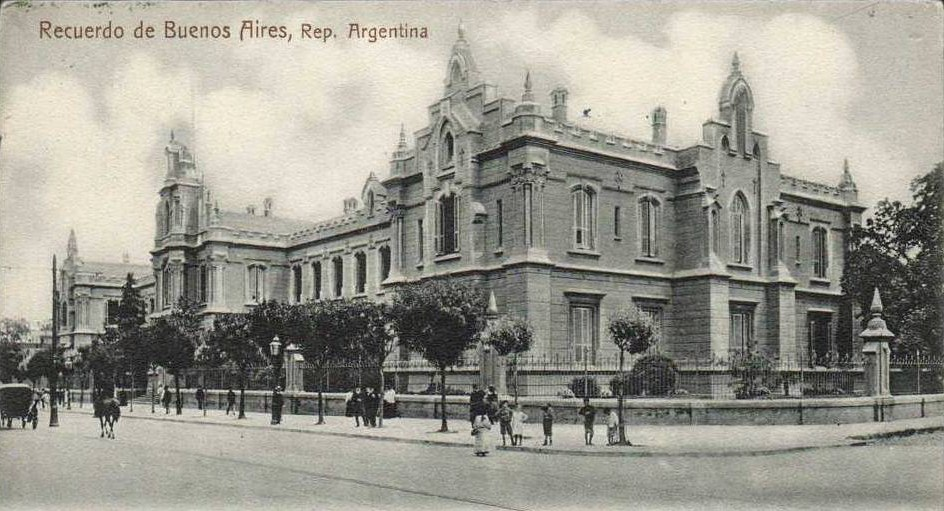
El edificio estilo Tudor de la Escuela Normal de Profesoras, hoy conocida como Normal 1, hacia 1900.

Emma Nicolay de Caprile (Poznan, circa 1838; Buenos Aires, 30 de julio de 1884)
 fue una de las docentes extranjeras que, contratadas por el Estado argentino, viajaron desde Estados Unidos para trabajar en la Argentina a fines del siglo XIX, en el marco de un plan de Domingo Faustino Sarmiento para impulsar y mejorar la educación pública. De origen polaco, fue la primera directora de la Escuela Normal 1 de Buenos Aires, donde se la recuerda con un busto. Ejerció dicho cargo entre 1874 y 1884.
Nació en la ciudad polaca de Poznan, se educó en la ciudad italiana de Florencia y residió muchos años en Trieste, donde se casó. Recorrió varios países europeos y ejerció como docente en Suiza antes de llegar a Estados Unidos.
Cuando Sarmiento, en su calidad de ministro plenipotenciario, viajó en mayo de 1865 a Nueva York conoció entre otras personas a Emma Nicolay de Caprile. Ambos compartían la pasión por la educación y, especialmente, por la enseñanza de la lectura. Al regresar, tras un intercambio epistolar, Sarmiento, ya como presidente de la Nación, finalmente la invitó para que ejerciera la docencia en el país. Emma Nicolay de Caprile aceptó la propuesta y desembarcó en la Argentina en 1870.
Según otras fuentes, arribó a Buenos Aires junto a Inés E. Trégent en 1873 por intermedio del cónsul argentino en Nueva York.
Caprile fue empleada en una escuela graduada. Dirigió durante dos años los estudios superiores del Colegio de Huérfanas de la Merced. En 1874, se fundó la Escuela Normal 1 de Buenos Aires, inicialmente en el barrio de Barracas y pocos años después trasladada a su ubicación actual sobre la avenida Córdoba, entre las calles Ayacucho y Riobamba. Emma Nicolay de Caprile fue designada como la primera directora de la institución en la que se formarían importantes figuras de la historia y la cultura argentina como Cecilia Grierson, la primera médica argentina, que formó parte de la primera promoción de maestras del Normal.
A diferencia de la mayoría de las maestras que llegaron en la misma época, era católica.
Nicolay de Caprile escribió el libro El Rudimentarista, un método de enseñanza de la lectura y la escritura que incorporaba la idea de pensar y entender el proceso en un nivel más mecánico. Fue editado y publicado en 1887 por la Librería Rivadavia y por la Librería e Imprenta Jacobo Peuser.
También escribió otros dos libros: Problemas  mixtos  para  aritmética y Cuadros murales para escritura.

Nunca se debe permitir que el niño lea cosa alguna sin significado: por esto hemos evitado desde el principio combinaciones de sonidos privados de sentido. No se debe dar al niño ninguna idea falsa, ni debe de aprender nada carente de exactitud y certeza.

Hablaba cinco idiomas.
En 1884 debió alejarse de la dirección de la escuela debido a problemas de salud. Falleció ese mismo año en Buenos Aires. Su sepulcro se encuentra en la sección 19 del cementerio de la Recoleta. Fue homenajeada por el Consejo Nacional de Educación y el entonces presidente Julio Argentino Roca decretó honras nacionales en vistas a sus inconmensurables servicios a la educación. En su cortejo fúnebre estuvo Hipólito Yrigoyen, luego dos veces presidente de la Nación, quien ejercía como profesor de Historia Argentina en la escuela dirigida por Emma Nicolay de Caprile. Fue sucedida en su cargo por Máxima Lupo.
Emma Nicolay de Caprile no tuvo descendencia.
Es considerada una pionera del sistema educativo argentino. Su mausoleo fue declarado Monumento Histórico Nacional en 1982.